# 大花薄叶铁线莲
大花薄叶铁线莲（学名：Clematis gracilifolia var. macrantha）为毛茛科铁线莲属下的一个变种。

## 扩展阅读
- 維基物種上的相關：大花薄叶铁线莲